# Marcus Mumford
Marcus Oliver Johnstone Mumford (Condado de Orange, Califórnia, 31 de Janeiro de 1987) é um cantor britânico, compositor, músico e produtor, mais conhecido por ser o vocalista da banda Mumford & Sons. Ele também é multi-instrumentista, tocando um certo número de instrumentos com o grupo, incluindo violão, guitarra, bateria e bandolim.

## Início da vida e carreira
Marcus nasceu em 31 de janeiro de 1987, no Condado de Orange, Califórnia, adquirindo cidadania inglesa e americana no seu nascimento. Mumford tem um irmão mais velho, James. Quando Marcus tinha seis meses de idade, sua família mudou-se para a Inglaterra. Ele cresceu em Wimbledon Chase, sudoeste de Londres, e participou do King's College, Escola em Wimbledon. Lá, ele conheceu o futuro companheiro de banda, Ben Lovett. Ele voltou para Londres para se dedicar à sua carreira musical depois de seu primeiro ano de estudos na Universidade de Edimburgo, onde participou do álbum Sigh No More, sua estreia na banda Mumford & Sons.
Ele começou sua carreira musical tocando bateria para Laura Marling em turnê, juntamente com os outros membros atuais do Mumford & Sons. Nessa turnê com Marling, ganhou experiência nos shows e iniciou sua carreira de compositor. Em 2007, decidiram formar a banda.
Mumford foi incluído na lista da Forbes das maiores estrelas da música com menos de 30 anos por suas conquistas com Mumford & Sons. Nessa lista, que inclui Adele e Rihanna, a matéria da Forbes registrou: "Em suma, eles representam os melhores de sua geração como empreendedores, criativos e intelectuais. Individualmente, eles são envolventes, surpreendentes e incrivelmente trabalhadores".
Mumford cantou um cover de "Dink's Song" com Oscar Isaac para o filme Inside Llewyn Davis. Embora Mumford não seja visto no filme, ele protagoniza a voz do parceiro musical Mike, que comete suicídio antes do ponto de partida do filme.
Mumford foi destaque em 2014 pelo álbum colaborativo Lost on the River: The New Basement Tapes, com outros artistas como Elvis Costello, Rhiannon Giddens, Taylor Goldsmith, Jim James, Jay Bellerose, e T Bone Burnett. Mumford leva a co-autoria de créditos nas faixas "Kansas City", "When I Get My Hands on You", "The Whistle Is Blowing", "Stranger", e "Lost on the River #20".
Em 23 de setembro de 2014, o vídeo "When I Get My Hands on You" foi lançado com Marcus nos vocais.
O terceiro álbum de estúdio de Mumford & Sons, Wilder Mind, foi lançado em 4 de Maio de 2015.
Steven Spielberg gravou o videoclipe da música Cannibal de Marcus Mumford. O vídeo foi filmado em 3 de julho, num ginásio do ensino médio em Nova York.

## Trabalho como produtor
Em 2014, Mumford produziu Hold Fast por Christian Letts (Edward Sharpe and the Magnetic Zeros), lançado em fevereiro de 2015. Mumford co-escreveu 4 faixas do disco - "Copper Bells", "La Mer", "Emeralds" e "Matches".
Mumford produziu o álbum de Gamble for a Rose pelo Rei Charles, lançada em janeiro de 2016.

## Vida pessoal
Os pais de Mumford, John e Eleanor (nascida Weir-Breen), foram líderes nacionais da Igreja Vineyard (Reino Unido e Irlanda).
Mumford separou-se de Laura Marling no final de 2010. Em abril de 2012, casou-se com Carey Mulligan, em Somerset. Na infância, Marcus e Carey eram amigos por correspondência. Casaram-se algumas semanas, depois de trabalhar juntos no filme Inside Llewyn Davis. Eles têm duas crianças.[carece de fontes?]